# Ифэн
Ифэ́н (кит. упр. 宜丰, пиньинь Yífēng) — уезд городского округа Ичунь провинции Цзянси (КНР).

## История
Впервые уезд Ифэн был создан в 220-х годах, в эпоху Троецарствия, когда эти земли входили в состав государства У. Во времена империи Цзинь он был в конце IV века присоединён к уезду Ванцай.
В эпоху Южных и Северных династий, когда эти земли входили в состав государства Лян, уезд Ифэн был в первой половине VI века создан вновь. После объединения китайских земель в империю Суй он был в 589 году присоединён к уезду Цзяньчэн (建成县).
После смены империи Суй на империю Тан уезд Ифэн был в 622 году образован вновь, но уже в 625 году он был присоединён к уезду Гаоань.
В эпоху Пяти династий и десяти царств, когда эти земли входили в состав государства Южная Тан, в 952 году был создан уезд Шангао.
После объединения китайских земель в империю Сун из смежных земель уездов Гаоань и Шангао был в 981 году создан уезд Синьчан (新昌县). После монгольского завоевания и образования империи Юань уезд был в 1295 году поднят в статусе до Синьчанской области (新昌州). После свержения власти монголов и образования империи Мин область была в 1372 году понижена в статусе, вновь став уездом Синьчан.
После Синьхайской революции и образования Китайской Республики была проведена сверка названий уездов по всей стране, в результате чего выяснилось, что в провинции Чжэцзян также имеется уезд Синьчан, поэтому в 1914 году уезд Синьчан провинции Цзянси был переименован в Ифэн.
После образования КНР в 1949 году был образован Специальный район Юаньчжоу (袁州专区), и уезд вошёл в его состав. 8 октября 1952 года Специальный район Юаньчжоу был присоединён к Специальному району Наньчан (南昌专区). 8 декабря 1958 года власти Специального района Наньчан переехали из города Наньчан в уезд Ичунь, и Специальный район Наньчан был переименован в Специальный район Ичунь (宜春专区).
В 1970 году Специальный район Ичунь был переименован в Округ Ичунь (宜春地区).
Постановлением Госсовета КНР от 22 мая 2000 года округ Ичунь был преобразован в городской округ.

## Административное деление
Уезд делится на 8 посёлков и 4 волости.